# إميل فاربورغ
إميل غابرييل فاربورغ (بالألمانية: Emil Warburg) (9 مارس 1846 ألتونا - 28 يوليو 1931 بايرويت) كان عالم فيزياء ألماني والذي كان خلال مسيرته أستاذ الفيزياء في جامعتي ستراسبورغ ، فرايبورغ وجامعة برلين . وكان صديقا لألبرت أينشتاين.